# 화방재
화방재(花芳-)는 태백시 서쪽 끝에 있는 강원특별자치도(江原特別自治道) 태백시(太白市) 혈동(穴洞)에 있는 고개로, 국도 제31호선 이 지나가고 고개 정상에서는 414번 지방도가 분기한다. 태백산 북서쪽, 함백산 남서쪽에 있고 백두대간이 통과한다. 고개 정상에는 태백산으로 올라가는 등산로가 있다. 고개로 올라가는 길에는 고원휴게소와(화방재 동쪽 350m 지점, 태백 시가지 방향) 유일사탐방로 입구(화방재 동쪽 890m 지점, 태백 시가지 방향)가 있다.